# Morozovka (Kaliningrado)
Morozovka (en ruso: Морозовка), conocida de manera oficial hasta 1946 como Sacherau (en alemán: Sacherau, en lituano: Sakerava) es una localidad rural situada en el oeste del distrito de Zelenogradsk en el óblast de Kaliningrado, Rusia.

## Geografía
Morozowka se encuentra a 33 kilómetros al noroeste de Kaliningrado y a 13 kilómetros al norte de Primorsk. 

### Clima
El clima se caracteriza por ser de transición de marítimo a continental templado. La temperatura media anual del aire es de 7 °C. La temperatura media del aire del mes más frío (enero) es de -2,3 °C y el mes más cálido (julio), 17 °C. El período libre de heladas dura un promedio de 185-190 días. La cantidad anual de precipitación es de 750-800 mm, la mayor parte de la cual cae durante el período cálido.

## Historia
El municipio, conocido hasta 1946 como Sacherau, se incorporó en 1874 al recién creado distrito de Gauten (hoy Putilovo), que pertenecía al distrito de Fischhausen en el distrito administrativo de Königsberg en la provincia prusiana de Prusia Oriental. En 1910, Sacherau tenía 77 habitantes.
El 30 de septiembre de 1928, Sacherau perdió su independencia al fusionarse con los pueblos vecinos de Germau (hoy Rúskoye), Krattlau (Sitshovo), Kirpehnen (Povarovka) y Trulick (ya no existe) para formar la nueva comunidad rural de Germau, que se unió al distrito de Samlanbia en 1939. Antes de 1945, la mayoría de los habitantes de Sacherau eran de denominación protestante.
Como resultado de la Segunda Guerra Mundial, Sacherau pasó a formar parte de la Unión Soviética con el resto del norte de Prusia Oriental en 1945. En 1947 el lugar recibió el nombre ruso de Morozovka y también fue asignado al raión de Primorsk. Desde 2015, el lugar pertenece al distrito urbano de Zelenogradsk.

## Demografía
En 1910 la localidad contaba con 77 residentes. En el pasado la mayoría de la población estaba compuesta por alemanes, pero tras el fin de la Segunda Guerra Mundial fueron expulsados a Alemania y se repobló con rusos. Según los resultados del censo de 2002, los rusos constituían el 96 % de la población.
| Gráfica de evolución de Morozovka entre 1910 y 2010 |
|                                                     |

## Infraestructura

### Transporte
A Morozovka se puede llegar a ella a través de la carretera principal rusa A 192. Hasta 1945, Germau (hoy Ruskoye) era la estación de tren más cercana y estaba en la línea ferroviaria Primorsk-Donskoye del Ferrocarril del Sur de Prusia Oriental, que ya no se opera con regularidad. 